# Horus Ka

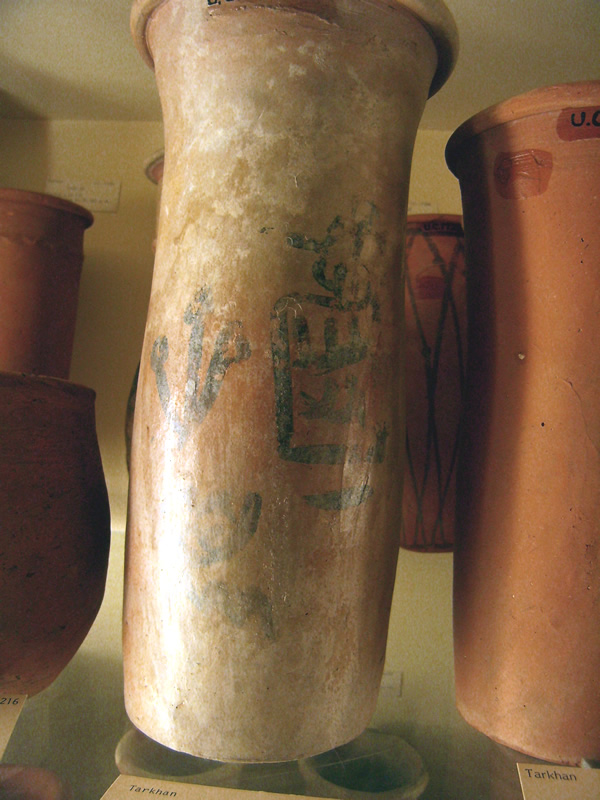
Vasijas procedentes de Tarjan, con el serej de Horus Ka.

Horus Ka o Ka fue un gobernante del Periodo protodinástico de Egipto (la llamada dinastía 0), que reinó cerca 3100 a. C. En la historia del Antiguo Egipto, el faraón Ka fue uno de los gobernantes que pudo obtener una unión temporal, aunque se desconoce qué zonas estaban coaligadas, ya que hubo variaciones en el tiempo. 
Podría haber sido el padre de Narmer, cuya tumba fue construida en un estilo y tamaño similar, y que está situada a sólo a treinta metros de distancia. Una pequeña estatuilla de marfil de un antiguo rey sin inscripciones podría ser su imagen. Los objetos y registros escritos que le han sobrevivido pueden facilitar una valiosa información sobre los cambios culturales, económicos y políticos de su tiempo.

## Testimonios de su época
Ka fue el primer rey que puso su nombre en un serej como signo de realeza (o el segundo, si se considera que gobernó después de Horus Iry). Un cuchillo de pedernal y varias piezas de cerámica fueron encontrados en la tumba que mostraba el nombre de los reyes, aunque el serej no estaba presidido por un halcón. Teniendo en cuenta que el nombre del rey Ka tiene el mismo símbolo que espíritu, pudiera tratarse sólo de un signo ritual o simbólico y no de un nombre real.
Ka no solo es conocido por numerosas inscripciones, sino también por grabados rupestres. Además de los reyes Narmer y Horus Escorpión II, él es el príncipe mejor testimoniado del periodo predinástico, cuyas inscripciones se han encontrado tanto al norte como al noreste del delta del Nilo, el Bajo Egipto, además de en Helwan, frente a Menfis, y Tarjan en la región de Fayum. Aunque todavía no se han encontrado inscripciones al sur de Abidos (al este de la antigua capital), pudiendo indicar que no tenía relación con los anteriores gobernantes de Hieracómpolis. 
Su nombre se ha encontrado grabado en objetos fuera de Egipto, en las excavaciones de  Tell Erani y Nahal Tillah, en el suroeste de Levante.

## Nombre e identidad

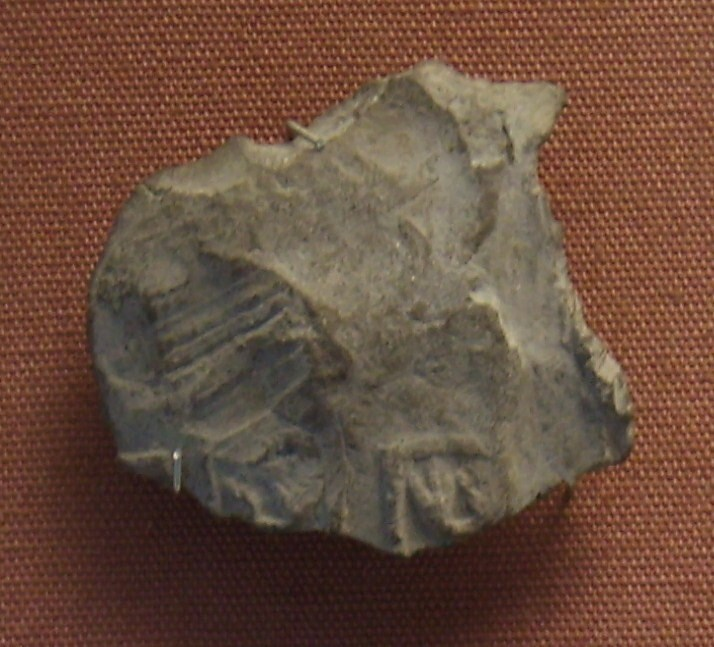
Sello del faraón Ka, encontrado en Abidos; British Museum.

La lectura del nombre de este gobernante es problemática. Hay inscripciones en vasijas que muestran un serej con el símbolo Ka correctamente en posición vertical, pero también las hay con el ka al revés, lo que significaría sejem (abrazar) en lugar de ka. También existe la teoría de que podría tratarse del nombre de Sa-Ra de Narmer. Precisamente porque la lectura de los jeroglíficos es tan incierta, el egiptólogo Ludwig D. Morenz sugiere una lectura neutral como "el Rey de Armas".

## Su tumba

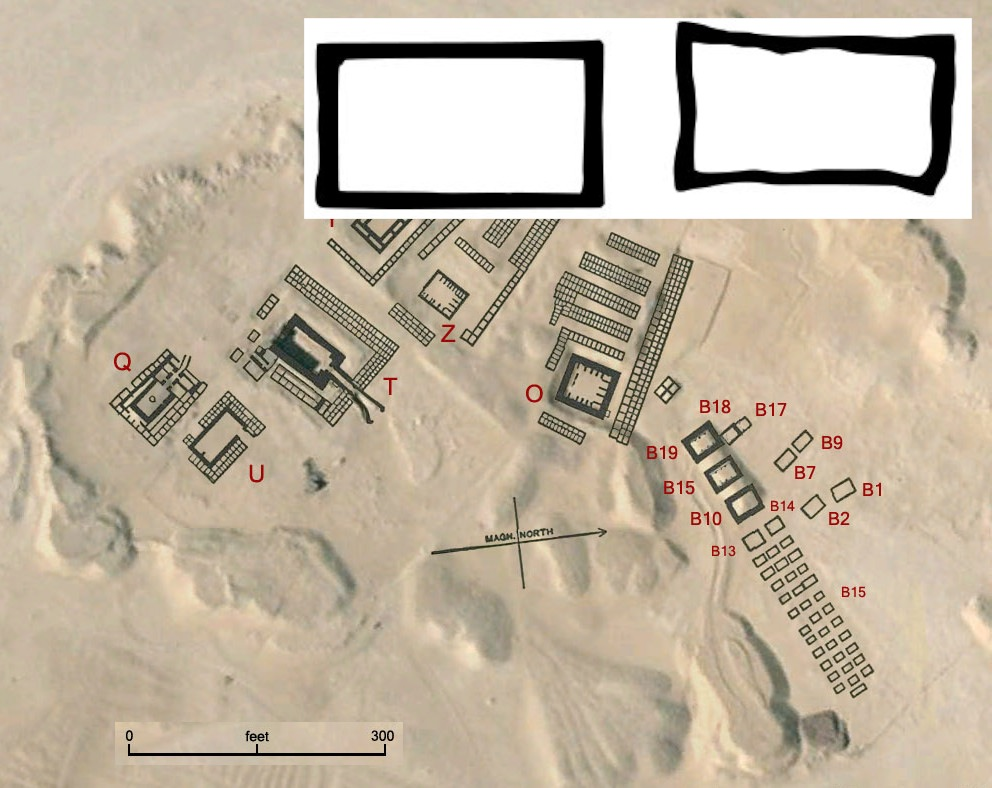
Tumbas B7-B9, en Abidos, Egipto.

Horus Ka fue enterrado en una tumba doble, B7-B9, en Abidos, y se considera que ha precedido en el tiempo al rey Narmer. Esta conclusión se basa en el análisis de cerámicas y otros restos, y por el estilo y posición su tumba en el cementerio. Sus características son muy parecidas a su supuesto predecesor, el rey Horus Iry, en posición y forma, con dos cámaras, una al lado de otra, alineadas por el lado estrecho y con una abertura entre ellas de un par de metros. Cuando fue excavada en 1902 muchos de los restos con el nombre del rey salieron a la luz y la identificación fue evidente. Sin embargo, el nombre Ka suena como un título genérico de faraón.
Dos cámaras constituyen la tumba del rey Ka, B7 y B9. Por desgracia, ambas están muy dañadas en su parte superior. Dimensiones de B7: 6,05 x 3,25 m; de B9: 6,0 x 3,10 m; muro de adobe: 1,8 m de altura. En la tumba se descubrieron fragmentos de un cuchillo de pedernal y piezas de cerámica también con el serej del rey Ka (aunque sin halcón).
Entre los hallazgos de su tumba se encontraron varias inscripciones con su nombre Ka, el signo de "dos brazos", que más tarde significó una parte del espíritu y se pronunciaba "ka". Estaba inscrito en un serej, a imagen de la fachada del palacio real. Fue el primer faraón de adoptar este signo con el halcón en su parte superior, en este caso, acompañado con la planta que simboliza el Alto Egipto. De las dos cámaras, es probable que hayan sido enterrado en la sur (B7) y que la otra (B9) fuera de ofrendas y suministros.

## Titulatura
| Titulatura | Jeroglífico | Transliteración (transcripción) - traducción - (referencias) |

| G5 |

| G5 |

| D32 |

| D32 |

| D32 |

| D32 |

| G5 |

| G5 |

| D32 |

| D32 |

| D32 |

| D32 |

| G5 |

| G5 |

| D28 |

| D28 |

| D28 |

| D28 |

| G5 |

| G5 |

| D28 |

| D28 |

| D28 |

| D28 |